# Lycaugesia fuscifascia
Lycaugesia fuscifascia là một loài bướm đêm trong họ Noctuidae.